# Ontario Hockey League

Logo der OHL

Die Ontario Hockey League (kurz OHL) ist eine der drei kanadischen Top-Juniorenligen, die die Canadian Hockey League bilden.

## Organisation
Neben der Ontario Hockey League existieren in der Canadian Hockey League die WHL und die LHJMQ. In der OHL dürfen nur Spieler zwischen 15 und 20 Jahren spielen. Jedes Team hat jedoch die Möglichkeit, drei Spieler einzusetzen, welche beim Saisonstart bereits 20 Jahre alt sind. Diese werden als „Overage“-Junioren bezeichnet. Die meisten Teams sind aus Ontario, Kanada, aber einige stammen auch aus Michigan oder Pennsylvania.
Das All-Star-Game 2007 fand in Saginaw, Michigan statt. Das war das erste Mal, dass ein OHL-All-Star Game in den USA stattfand. Die OHL entstand 1980 nahtlos aus der Ontario Major Junior Hockey League (OMJHL), die bereits unter anderem als OHA Junior Hockey schon seit 1896 existierte.

## Mannschaften

### Eastern Conference
| - Hamilton Bulldogs - Kingston Frontenacs - Oshawa Generals - Ottawa 67’s - Peterborough Petes | - Barrie Colts - North Bay Battalion - Mississauga Steelheads - Niagara IceDogs - Sudbury Wolves |  |

### Western Conference
| - Erie Otters - Guelph Storm - Kitchener Rangers - London Knights - Owen Sound Attack | - Flint Firebirds - Saginaw Spirit - Sarnia Sting - Sault Ste. Marie Greyhounds - Windsor Spitfires |  |

## Auszeichnungen
Das punktbeste Team nach der regulären Saison erhält die Hamilton Spectator Trophy. Auch für jeden Gruppensieger gibt es eine Trophy. Dies sind im Einzelnen die Leyden Trophy (East Division), die Emms Trophy (Central Division), die Holody Trophy (Midwest Division) und die Bumbacco Trophy (West Division).
Anschließend wird der Meister der OHL in einer Playoff-Runde ermittelt. Das Team, das sich als Vertreter der Eastern Conference für die Finals qualifiziert, erhält die Bobby Orr Trophy, der Vertreter der Western Conference wird mit der Wayne Gretzky Trophy ausgezeichnet. Der Gewinner der Finalserie erhält den J. Ross Robertson Cup.
Auch für die Spieler gibt es nach der Saison verschiedene Auszeichnungen, wie beispielsweise die Red Tilson Trophy für den wertvollsten Spieler der Liga, die Eddie Powers Memorial Trophy für den punktbesten Spieler der regulären Saison oder den Emms Family Award für den Rookie des Jahres.
Trainer und General Manager werden mit der Matt Leyden Trophy bzw. als OHL Executive of the Year ausgezeichnet.

## Priority Selection
Die Priority Selection wurde das erste Mal vor der Saison 1974/75 durch die OMJHL ausgerichtet. Die Mannschaften der Ontario Hockey League wählen Spieler im Alter von 16 und 17 Jahren aus, die aus der Provinz Ontario sowie den US-Bundesstaaten Michigan, Pennsylvania, New York und weiteren stammen. Aufgrund von Ausnahmeregelungen ist es möglich, dass bereits 15-jährige „herausragende“ Spieler selektiert werden können. Dies geschah erstmals 2005, als John Tavares zur Veranstaltung zugelassen wurde. Weitere 15-jährige, die bislang ausgewählt wurden, waren 2011 Aaron Ekblad, 2012 Connor McDavid, 2013 Sean Day und 2019 Shane Wright.
Bis 2001 wurde die Priority Selection an einem öffentlichen Ort abgehalten. Im Jahr 2001 hat die Ontario Hockey League beschlossen, den Draft per Internet auszurichten, um so den Druck und die viele Aufmerksamkeit von den jungen Spielern zu nehmen.
Der als erstes ausgewählte Spieler wird mit dem Jack Ferguson Award ausgezeichnet.